# トイ (ニウエ)
トイ（Toi）は、ニウエの14の村のひとつである。2006年の調査では、人口は31人である。

## 地理
ニウエの北部にある、海に面した村である。面積は5平方キロメートルである。

## 人口
人口は31人(2006年)で、人口密度は1平方キロメートルあたり6.2人である。

## 交通
中心部を横断するように、幹線道路が通っている。